# Vietnamesische Kampfkünste
Die Entwicklung der vietnamesischen Kampfkünste ist stark beeinflusst von zahlreichen Versuchen der Chinesen, das vietnamesische Volk zu dominieren oder das Land einzunehmen, von Angriffen der Mongolen, von der französischen Kolonialzeit, durch den Vietnamkrieg, sowie durch interne Streitigkeiten (Dynastien, Königreiche, Kriegsherren und Guerillataktiken).
Generell betrachtet haben viele Kampfkünste benachbarter Länder die vietnamesischen Kampfkünste beeinflusst: Chinesisches Kung Fu, Koreanisches Tae Kwon Do, Ringen und weitere. Natürlich flossen auch eigene Entwicklungen und Philosophien mit ein.
Zu jeder Zeit wurden Truppen bereitgehalten, um das Land bzw. das jeweilige Königreich zu verteidigen. Aber auch Familienklans und buddhistische Tempel kultivierten verschiedene Kampfkünste, um sich bei nationalen Auseinandersetzungen wirkungsvoll verteidigen zu können.

## Kurze Geschichte
Aufgrund der vielen Einflüsse kann kein exakter Zeitpunkt festgesetzt werden, zu dem die vietnamesischen Kampfkünste ihren Anfang nahmen.
Das Land Vietnam existiert offiziell seit ca. 200 vor Chr. Erste Siedlungen können sogar bis 2876 vor Chr. zurückverfolgt werden.
Trotz der problematischen Beziehungen zu den Chinesen nahmen die Vietnamesen viel der chinesischen Kultur und Philosophie an. Sogar Beamte mussten in der Lage sein, Pinsel und Schwert zu führen. Seit dem 11. Jahrhundert gab es eine Akademie für Kampfkünste in der Hauptstadt Thăng Long, dem heutigen Hanoi (Ly-Dynastie (1010–1225), Trần-Dynastie (1225–1400)).
Die volkstümliche Bezeichnung für vietnamesische Kampfkünste war seit dieser Zeit „Vo Thuat“ oder „Viêt Võ Dao“.
In der Zeit, in der Vietnam in viele Königreiche zersplittert war, wurden viele neue Stile entwickelt, besonders während der Tây-Sơn-Rebellion (1771–1788). In der Provinz Bình Định, wo viele Rebellen stationiert waren, ist die Tradition der Kampfkünste immer noch sehr lebendig.
1858–1954 war Vietnam von Frankreich kolonialisiert. Während dieser Zeit waren die Kampfkünste verboten, wurden aber heimlich weiterentwickelt.
1938 begann Nguyen Loc Vo Thuat alle interessierten Personen zu unterrichten, auch Ausländer. Er nannte seinen Stil Vovinam Việt Võ Đạo.
1973 wurde die Viêt-Võ-Dao-Föderation gegründet.

## Stile
Heute praktizieren die meisten Viêt-Võ-Dao-Schulen der Welt, die aus Nguyen Loc's Entwicklung hervorgingen, Vovinam, viele aber auch Thanh Long, Han Bai, Tran Minh Long oder Nguyen Trung Hoa. In Vietnam üben viele Menschen Vovinam, Kim Ke oder Võ thuật Bình Định aus.

Es gibt auch sino-vietnamesische Kung-Fu-Stile, die nur zum Teil vietnamesisch sind. Beispiele hierfür sind Thieu Lam (Shaolin), Vo Lam (Wulin) oder Bach My Phai (Bak Mei). Sie waren unter in Vietnam lebenden Chinesen geläufig. Andere Stile sind beispielsweise Mei Hoa (Meihuaquan) oder Vin Tsun (Yongchunquan, auch bekannt als Wing Chun).

## Perioden

### Periode der Bildung der Techniken (2879 vor Chr. – 111 vor Chr.)
Zeichnungen auf den Höhlenwänden im Norden von Vietnam oder auf Gegenständen, sowie Waffen, die aus diesem Zeitalter stammen, beweisen, dass die Vietnamesen außer waffenlosen Kampftechniken bereits die Axt, den kurzen Säbel, den Säbel, Lanzen, den Langstock sowie das Bogenschießen beherrschten.

### Periode der Bildung der Theorien (111 vor Chr. – 906)
Dieses Zeitalter wird durch die chinesische Invasion geprägt. Um dem Feind besser standzuhalten, wurden die Kampfkünste als Verteidigungsmittel vervollständigt.
- Vollendung die Techniken
- Strategienbildung
- Ausarbeitung der Theorien

Beispiele von Theorien berühmter Persönlichkeiten:
- Theorie der Überlegenheit der engen Kampftechniken („Di Doan Thang Truong“)
- Theorie der Flexibilität gegen die Kraft („Di Nhuoc Thang Cuong“)
- Grundsatz der Überraschungen („Ky Tap Chieng Phap“)
- Das Geheimnis der Illusionen („Ao Anh Bi Phap“)
- Methode der Ausweichbewegungen ohne Widerstand („Phan Gut Phap“)

Diese Theorien waren leitende Grundsätze für die Kampfkunst. Auch heute dienen sie noch als wertvolle Grundlagen.

### Entwicklungsperiode (906–1009)
Während dieser nationalen Unabhängigkeitsperiode wurden die Kampfkünste weiterentwickelt. Die Könige Ngo Quyen und Dinh Bo Linh waren sowohl bemerkenswerte Meister der Kampfkünste als auch hervorragende Kriegstheoretiker.

### Periode der Vollendung und der allgemeinen Verbreitung (1010–1527)
Die Techniken hatten zu dieser Zeit ein sehr hohes Niveau erreicht. Unter dem Einfluss des Buddhismus, Konfuzianismus und Daoismus erwirbt die Kampfkunst eine immer reichere philosophische Basis. Mit der Unabhängigkeit und der Stabilität des Landes wird sie eine Kunst zu Leben zur Verbesserung der Lebensqualität.

### Periode der Spaltung (1527–1807)
Diese Periode markiert die Spaltung des Landes und den Kampf der Könige untereinander.  Diese Feindschaften führten dazu, dass sich die Viêt Võ Dao-Kampfkunst in verschiedene Schulen spaltete. Jede Schule stellt nur noch einen gewissen Aspekt des Viêt Võ Dao dar.

### Periode des Verfalls (1802–1945)
Diese Periode markiert die Dynastie der Nguyen und die französische Besatzung. Zu Beginn des 19. Jahrhunderts schwächte die sich entwickelnde Industrialisierung das Vertrauen in traditionelle menschliche Werte. Auch hatten sich angesichts moderner Waffen die traditionellen Kampfkünste als überholt erwiesen.
Unter der französischen Besatzung von 1863 bis 1945 wurden die vietnamesischen Kampfkünste verboten. Insgeheim wurde ihre Weiterentwicklung jedoch in sehr begrenztem Rahmen und mit vorsichtig ausgewählten Schülern fortgesetzt. Daher kannten die Schüler auch nur ihre eigene Schule. Die Techniken unterschieden sich zum Teil sehr stark von einer Schule zur Anderen.

### Renaissance (ab 1938....)
Das Wiederaufleben der vietnamesischen Kampfkünste begann mit Nguyen Loc. Er widmete sein Leben deren Weiterentwicklung, um ein neues Zeitalter des Viêt Võ Dao anzuregen. Nach seinem Tod am 29. April 1960 übernahm Le Sang die Verantwortung und Weiterentwicklung des Viêt Võ Dao.